# Eustomias enbarbatus
Eustomias enbarbatus är en fiskart som beskrevs av Welsh 1923. Eustomias enbarbatus ingår i släktet Eustomias och familjen Stomiidae. Inga underarter finns listade i Catalogue of Life.